# 東105丁目駅
東105丁目駅（ひがし105ちょうめえき、英語: East 105th Street）はブルックリン区カナーシーにあるニューヨーク市地下鉄BMTカナーシー線の地上駅である。東105丁目のフォスター・アベニュー - ファラガット・ロード間にあり、終日L系統が停車する。

## 駅構造
| M                          | 改札階                                                | 改札、駅員詰所、メトロカード自動券売機 |
| G ホーム階                 |                                                       |                                        |
| 南行線                     | ← カナーシー-ロッカウェイ・パークウェイ駅行き（終点） |                                        |
| 島式ホーム、左側ドアが開く |                                                       |                                        |
| 北行線                     | → 8番街駅行き（ニューロッツ・アベニュー駅）→          |                                        |
| 引込線                     | → 定期列車なし                                        |                                        |
| 地上階                     | 出入口                                                |                                        |

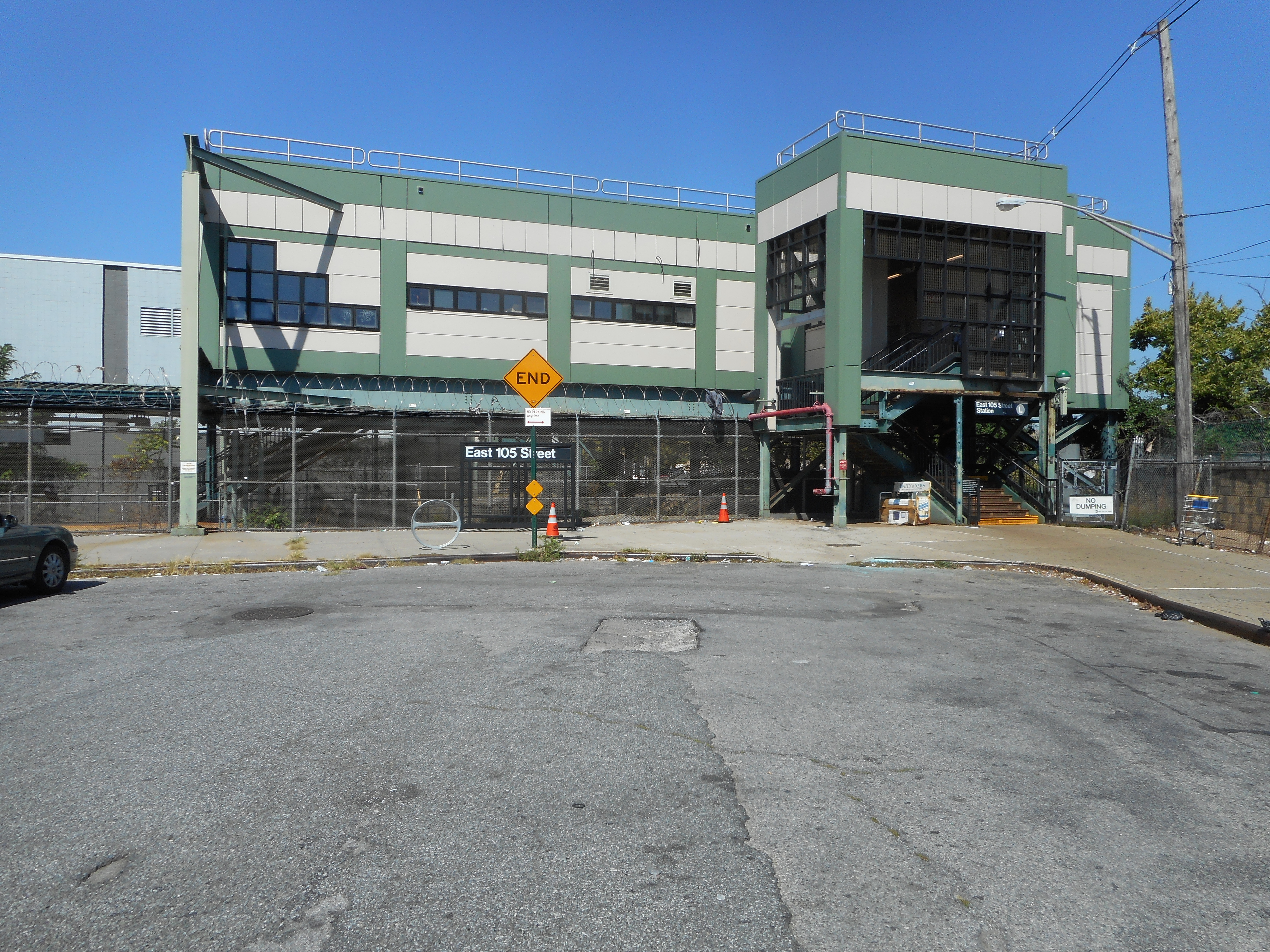
駅前にある踏切跡

この駅は1906年12月28日、BMTカナーシー線の蒸気鉄道線沿いにあった旧駅の代わりとして開業した。駅は1面3線で狭い島式ホームと2本の旅客線、1本の留置線を持っている。ホームには片面ベンチが一つあり、中央の線路（ロッカウェイ・パークウェイ駅方面行き）と北側線路（マンハッタン方面行き）に面している。南側の線路は留置線とカナーシー車両基地への引き込み線を兼ねた線路である。駅は1970年代と2005年に二回再建されている。
東105丁目駅は開業当初は地上駅でかつてはニューヨークの地下鉄線内で唯一の踏切を持っていたが、現在は東105丁目を南北で分断し踏切は廃止された。踏切は撤去されたが駅敷地内に跡が残っている。踏切は1972年8月28日から1973年8月6日の間に廃止されたが、その正確な廃止日時は分かっておらず論争が続いている。
この駅にあるアートワークはマイケル・イングによって「Crescendo」と名付けられ、2007年の改築中に階段の近くにステンドグラスが設置された。また、この改築ではホーム上には小さな屋根が取り付けられている。駅のすぐ南側には変電所がある。

### 出入口
駅唯一の出入口はホーム上にある駅舎を経由しており、駅の東側にある。ホームから階段で上に上がると待合室などを兼ねた場所に出て、ここに自動改札がある。改札外にはきっぷ売り場と南北に一つずつ階段があり、それぞれ東105丁目の端に出ている。